# Berlin (Maryland)
Berlin – miasto w Stanach Zjednoczonych, w stanie Maryland, w hrabstwie Worcester.